# ローレンツメダル
ローレンツメダル（Lorentz Medal）は、4年に1度、オランダ王立芸術科学アカデミーより与えられる賞である。1925年に、ヘンドリック・ローレンツの博士号取得50年を記念して創設された。重要な貢献をした理論物理学者に与えられるが、過去に3人の実験物理学者にも与えられている。この賞の受賞者の多くが後にノーベル物理学賞を受賞している。

## 受賞者
太字はノーベル物理学賞受賞者
- 1927年　マックス・プランク
- 1931年　ウォルフガング・パウリ
- 1935年　ピーター・デバイ
- 1939年　アーノルド・ゾンマーフェルト
- 1947年　ヘンドリック・クラマース
- 1953年　フリッツ・ロンドン
- 1958年　ラルス・オンサーガー
- 1962年　ルドルフ・パイエルス
- 1966年　フリーマン・ダイソン
- 1970年　ジョージ・ウーレンベック
- 1974年　ジョン・ヴァン・ヴレック
- 1978年　ニコラス・ブルームバーゲン
- 1982年　アナトール・アブラガム
- 1986年　ゲラルド・トフーフト
- 1990年　ピエール＝ジル・ド・ジャンヌ
- 1994年　アレクサンドル・ポリャコフ
- 1998年　カール・ワイマンとエリック・コーネル
- 2002年　フランク・ウィルチェック
- 2006年　レオ・カダノフ
- 2010年　エドワード・ウィッテン
- 2014年　マイケル・ベリー
- 2018年　フアン・マルダセナ
- 2022年　Daan Frenkel